# Sunderland
 For alternative betydninger, se Sunderland (flertydig). (Se også artikler, som begynder med Sunderland)
Sunderland er en by i det nordøstlige England med 177.739 indbyggere. 

## Kommunen
Administrativt er byen en del af City of Sunderland i Tyne and Wear.
Kommunen Metropolitan Borough of Sunderland blev oprettet i 1974. 
Ved dronning Elizabeth 2. af Storbritanniens 40 års regeringsjubilæum i 1992 fik byen status som city. I modsætning til de fleste cities, så har Sunderland ingen domkirke. 

## Byens navn
Navnet "Sunderland" siges at stamme fra Soender-land (soender/sunder værende det anglosaxiske ord for at splitte),, der måske er en reference til den floddal der er skåret af floden Wear og som løber gennem centrum af byen. 

## Sport
Byens mest berømte fodboldhold er Sunderland A.F.C.